# 홍도 (연호)
홍도(弘道, 683년 12월)은 당나라(唐) 고종(高宗) 이치(李治)의 열네번째 연호이자 마지막 연호이다. 1개월 동안 사용하였다. 홍도 연호 개원 당일에 고종이 붕어하였다. 이후, 중종이 즉위 한 후에 사성으로 개원 할 때까지 사용하였다.

## 개원
- 영순(永淳) 2년 12월 4일[1](683년 12월 27일)에 연호를 홍도(弘道)로 개원함.[2][3][4][5]

- 홍도(弘道) 2년 1월 1일[6](684년 1월 23일)에 연호를 사성(嗣聖)으로 개원함.[7][8][4][5][9]

## 연대 대조표
| 홍도       | 원년       |
| 서기(西紀) | 683년      |
| 간지(干支) | 계미(癸未) |

## 같이 보기
- 중국의 연호 목록